# Де Вайи, Ноэль-Франсуа
Ноэль-Франсуа́ Де Вайи́, в российской дореволюционной литературе Вальи́, в советской печати де Вайи́ (фр. Noël-François De Wailly; 31 июля 1724 года, Амьен — 7 апреля 1801 года, Париж) — французский грамматик и лексикограф; сотрудник словаря французской академии, составитель его сокращённого издания. Отец поэта Этьена Де-Вайи.

## Биография
Первоначально обучался у аббата Валара (fr:Joseph Valart) древним языкам, потом воспитывался в Париже у известного географа Ф. Прето и основательно знакомился со многими новейшими языками. Его знания по части лингвистики обратили его внимание на сравнительное устройство разных наречий, и он издал лучшую в своё время грамматику «Principes généraux de langue française» (1754), которая произвела целый переворот в методике обучения французскому языку. Его грамматика французского языка была одобрена университетом и принята во всех коллежах. Де Вайи был сторонником нового правописания Дюмарсе, и желал, чтобы французские буквы прямо выражали произношение слов; но не все присоединились к его методу.
Был приглашён сотрудничать в Институт Франции сразу после его создания в 1795 году; стал одним из деятельных сотрудников словаря французской академии (1798) и составил его сокращённое издание (1801), усовершенствованное и продолженное его сыном Этьеном Де-Вайи и внуком Альфредом Де Вайи, которые известны своими переводами поэтов-классиков и сочинениями по французской лексикографии.
Во время революции он избегал уличных событий и умер в Париже 7 апреля 1801 года.

## Издания
- Множество сочинений относительно грамматики французского и латинского языков:
  - Principes généraux et particuliers de la langue française (Париж, 1754),
  - Abrégé de la grammaire française (Париж, 1754).
  - De l’Orthographe ou Moyens simples et raisonnés de diminuer les imperfections de notre orthographe (Париж, 1771).
  - Dictionnaire portatif de la langue française, extrait de Richelet (Лион, 1774),
  - L’Orthographe des dames (1782);
- «Nouveau Vocabulaire Français» (Париж, 1801) — сокращение словаря академии; книга долго была подручным справочником учащихся.